# Orthrosanthus occissapungus
Orthrosanthus occissapungus là một loài thực vật có hoa trong họ Diên vĩ. Loài này được (Ruiz ex Klatt) Diels miêu tả khoa học đầu tiên năm 1930.